# Michael Schünemann
Michael Schünemann (* 1967 in Holzminden) ist ein deutscher parteiloser Politiker. Er ist seit dem 1. November 2019 Landrat des Landkreises Holzminden.

## Werdegang
Schünemann ging in Holzminden zur Schule und absolvierte im Anschluss eine Ausbildung zum Maurer. Danach erwarb er den Meistertitel im Maurer und Stahlbetonbau in Würzburg. Er studierte Architektur an der Hochschule Holzminden und bildete sich im Anschluss als Brand- und Bausachverständiger weiter. Seinen Wehrdienst leistete er als Zugführer in Holzminden, Ingolstadt und München. Schünemann war im Bauordnungsamt und später im Hochbauamt des Landkreises Schaumburg angestellt. Ab 2012 war er beim Landkreis Holzminden im Rechnungsprüfungsamt tätig, zuletzt bis zu seiner Wahl als Landrat als Leiter der Gebäudewirtschaft.
Zur Landratswahl 2019 trat Schünemann als parteiloser Kandidat an und erhielt hierbei Unterstützung von der CDU und der FDP. Er wurde mit rund 60 % der Stimmen zum Landrat gewählt.